# Nikolai Illarionowitsch Koslow

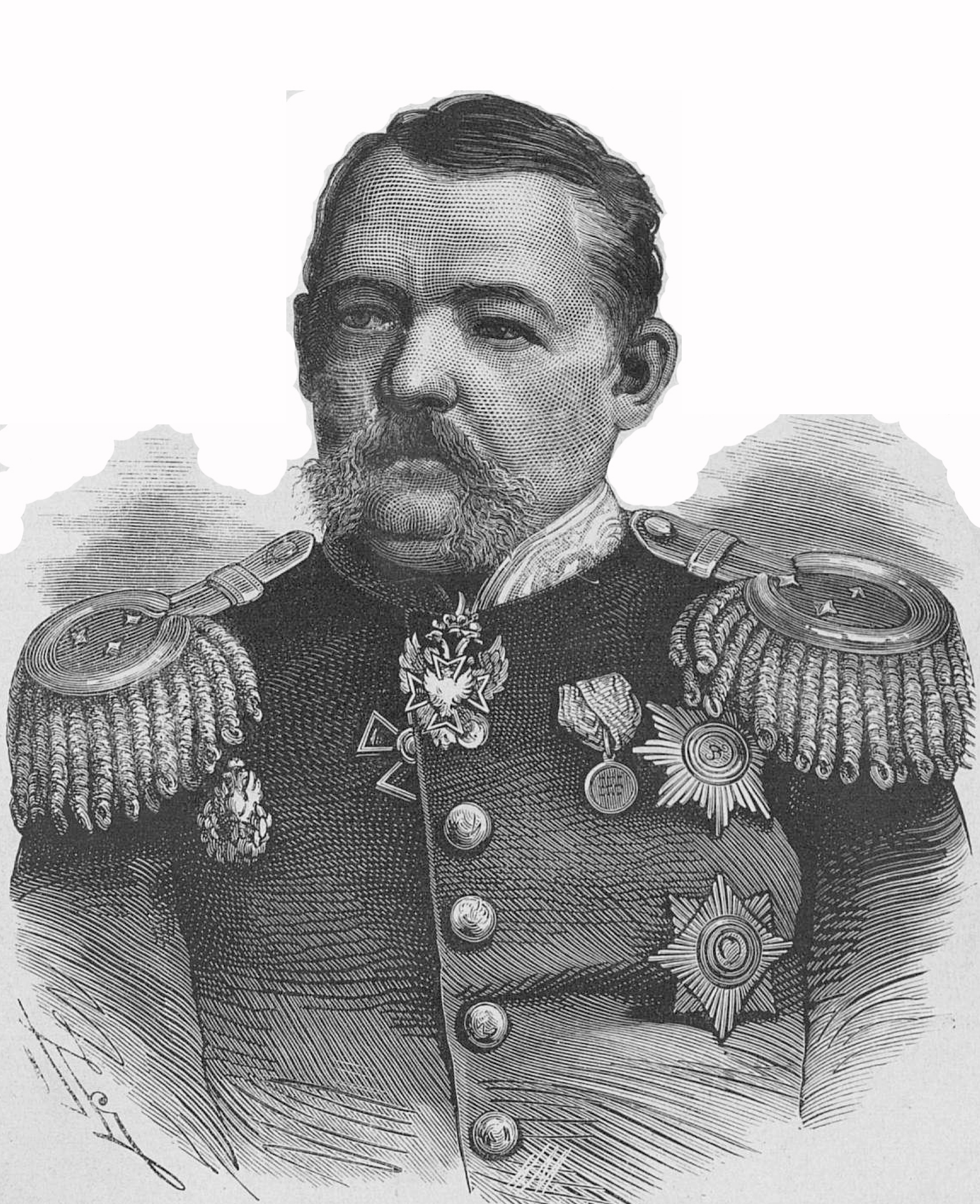
Nikolai Koslow

Nikolai Illarionowitsch Koslow (russisch Николай Илларионович Козлов; * 30. Novemberjul. / 12. Dezember 1814greg. in Orenburg; † 29. Septemberjul. / 11. Oktober 1889greg. in Sankt Petersburg) war ein russischer Militärarzt.

## Leben
Koslow studierte Medizin an den Universitäten in Kasan (1829–1833) und in Dorpat (1833–1836) und wurde an letzterer 1837 promoviert. Nach zwei Jahren in Wien, Zürich und Paris kehrte er 1839 nach Russland zurück und trat als Sanitäter in den Militärdienst ein. Von 1841 bis 1853 war er ordentlicher Professor an der Universität Kiew und unterrichtete dort Medizingeschichte, klinische Anatomie und klinische Chemie. 1854 wurde er nach Sankt Petersburg berufen und war dort Vizedirektor, später dann auch Direktor, des medizinischen Departements im Kriegsministerium, von 1869 bis 1871 Leiter der medizinisch-chirurgischen Akademie und von 1871 bis zu seiner Pensionierung 1881 Obermedizinal-Inspektor.
Am 1. Juni 1861 (Matrikel-Nr. 1960) wurde Koslow mit dem Beinamen Stieglitz in die Leopoldina aufgenommen. Für seine Verdienste im Russisch-Osmanischen Krieg 1877–1878 erhielt er 1879 den Alexander-Newski-Orden verliehen.